# ももちひろこ
ももちひろこ（1988年11月12日 - ）は、日本のシンガーソングライター。福岡県福岡市出身。北九州市立大学卒業。既婚。2人の子持ち。

## 人物
- 身長163cm。さそり座のO型。
- 福岡県福岡市出身。
- 趣味は、家庭菜園と靴下収集。

## エピソード
- ももちひろこの「ももち」は、地元の福岡市早良区百道（ももち）からとっている。「HIROCO」という名前で活動していたが、メジャーデビューするにあたり現在の名前に改名。
- 大学に進学後、「自分に何が出来るのだろう…」と思い、ふと家にあった父親のギターを取り出し、独学でギターを学んだ。3曲カバー出来るようになったところで、天神でストリートデビュー。そこで触れた暖かさや想いを大切にしようと、さらにオリジナル曲を作るようになり、ストリートの他ライブハウス等への出演をするようなる。その頃から、知人や先輩の勧めでメジャーでの活動を目指し、オーディションを受けはじめる。
- 2009年に行われた「ユニバーサルミュージック×新星堂 新人発掘オーディションCHANCE! 09」にて最優秀賞を獲得[1]。
- 「音楽の勉強になるから」と、地元のラジオ局でADのアルバイトをしていた。
- インディーズで発売された福岡限定プレデビューシングル「and I...」は、限定500枚が1週間で完売した。
- 2011年7月20日からYouTubeで「ももちひろこのロコカフェちゃんねる」の配信がスタート[2]。
- 2017年9月3日、自身がパーソナリティを務めるラジオ番組「TWO MORE CHECK」で、2015年に結婚していたこと、そして妊娠したことを発表[3]。また、当面の間、活動を休止することも発表され、先述のラジオ番組は同年9月24日で放送終了となった。

## 作品

### インディーズ
- 福岡限定プレデビューシングル「and I...」（2010年12月8日発売）

1. and I...
2. Shining Star

### メジャー

#### シングル
| #   | 発売日         | タイトル                 | オリコン最高位 | 規格品番  |
| --- | -------------- | ------------------------ | -------------- | --------- |
| 1st | 2011年2月9日   | 明日、キミと手をつなぐよ | 115位          | UPCH-5681 |
| 2nd | 2011年4月13日  | 桜ナミダ                 | 82位           | UPCH-5691 |
| 3rd | 2014年4月30日  | 瞳のシャッター           | 133位          | OMCA-6026 |
| 4th | 2014年11月12日 | もしもの話               | 156位          | OMCA-603  |
| 5th | 2016年11月23日 | 好きだから言えない       | 179位          | TECI-511  |

#### 配信限定シングル
| #   | 発売日         | タイトル                 | 規格品番               |
| --- | -------------- | ------------------------ | ---------------------- |
| 1st | 2011年7月27日  | 横顔                     | デジタル・ダウンロード |
| 2nd | 2011年9月21日  | きみを幸せにするからね   | デジタル・ダウンロード |
| 3rd | 2011年9月28日  | ブルーファイター         | デジタル・ダウンロード |
| 4th | 2015年12月18日 | ぼくのそらとぶじゅうたん | デジタル・ダウンロード |
| 5th | 2017年9月6日   | 愛の花咲くとき           | デジタル・ダウンロード |

#### ミニアルバム
| #   | 発売日        | タイトル | オリコン | 規格品番 |
| --- | ------------- | -------- | -------- | -------- |
| 1st | 2012年12月5日 | bouquet  |          |          |

#### その他
（「ももちひろこモバイル部」で無料ダウンロードできる曲）
- 月灯り （福岡・佐賀県で発売の『ブライダル情報誌melon』のTVCM曲）
- しっぽ （福岡・佐賀県で発売の『ブライダル情報誌melon』のTVCM曲）

### タイアップ
| 曲                       | タイアップ                                                                     |
| ------------------------ | ------------------------------------------------------------------------------ |
| 明日、キミと手をつなぐよ | 映画『洋菓子店コアンドル』主題歌、ヤマザキパン『菓子パン』東北地区限定CMソング |
| もしもの話               | トヨタレンタリース愛知CMソング                                                 |
| ぼくのそらとぶじゅうたん | NHK『みんなのうた』2015年12月 - 2016年1月新曲                                  |
| 好きだから言えない       | フジテレビオンデマンド配信ドラマ『ラスト・ハネムーン 2nd season』主題歌        |
| 走れ                     | トヨタレンタリース愛知CMソング                                                 |
| 愛の花咲くとき           | cross fmグリーンキャンペーン・オフィシャルキャンペーンソング（2017年）         |
| 走れ                     | 熊本保健科学大学CMソング                                                       |

## 出演・担当番組

### ラジオ
- CROSS FM 「ももちひろこのロコカフェ」（2010年10月 - 2011年3月）
- ニッポン放送「ミュージック・パーティー」（2014年9月29日 - 2014年12月26日）
- Fm yokohama「ももちの話」（2014年10月1日 - 2015年9月30日）
- ZIP-FM「MORE MORE CHECK」（「Z-POP STREET」内包、2016年4月3日 - 2017年3月）
- ZIP-FM「TWO MORE CHECK」（2017年4月2日 - 2017年9月24日）